# Ganso-de-cabeça-listada
O ganso-de-cabeça-listada (nome científico: Anser indicus) é um anatídeo que habita na Ásia Central e passa o inverno na Ásia do Sul. É uma das aves capazes de voar a maior altitude, sobrevoando os Himalaias na sua rota migratória.